# Vedenejev M14P
Vedenejev M14P je ruski 9-valjni, 4-taktni zvezdasti bencinski letalski motor. Moč motorja je do 360 hp (268 kW). Razvoj sega v 1940eta in je razvit na podlagi Ivčenko AI-14. Uporablja se na eksperimentalnih letalih kot npr. Radial Rocket, Pitts Model 12 in na propelerskih Jakovljev in Suhoj letalih. Verzija M14PF razvija 400 hp (298 kW), nekateri s potovarniško predelavo proizvajajo do 460 KM.
Pogonska gred je preko reduktorja povezana s propelerjem. Ima vplinjač z avtomatsko mešanico in dva vžigalna magneta. TBO je sprva 750 ur, kasneje pa 500 ur.
M14-V26 se uporablja za pogon helikopterja Kamov Ka-26.

## Zrakoplovi z M14P
- Altitude Radial Rocket
- Bear 360
- Culp Special (Steen Skybolt različica)
- Kensgaila VK-8 Ausra
- Kimball McCullocoupe
- Murphy Moose
- Pitts Model 12
- PZL 104 Wilga 35/A
- PZL-105 Flaming
- Slepcev Storch
- Suhoj Sa-20P
- Suhoj Su-26
- Suhoj Su-29
- Suhoj Su-31
- Washington T-411 Wolverine
- Jakovljev Jak-18T
- Jakovljev Jak-50 (tenažer)
- Jakovljev Jak-52
- Jakovljev Jak-54
- Jakovljev Jak-55

## Tehnične specifikacije (M14P)
- Tip: 9-valjni, 4-taktni zvezdasti bencinski letalski motor
- Premer valja: 105 mm (4,13 in)
- Hod valja: 130 mm (5,11 in)
- Delovna prosotornina: 10,16 L (620 kubičnih inč)
- Dolžina: 924 mm (36,4 in)
- Premer: 985 mm (38,7 in)
- Teža: 214 kg (472 lb)
- Polnilnik: centrifugalni, enostopenjski
- Dobava mešanice: vplinjač
- Gorivo: Minimalno: 91 oktanski avgas
- Oljni sistem: zobata črpalka
- Hlajenje: zračno
- Reduktor (transmisija): 0,658:1
- Moč: 360 KM (268 kW) pri 2900 rpm
- Kompresijsko razmerje: 6,3:1